# Cortodera longicornis
Cortodera longicornis är en skalbaggsart som först beskrevs av Kirby 1837.  Cortodera longicornis ingår i släktet Cortodera och familjen långhorningar. Inga underarter finns listade i Catalogue of Life.